# 中村誠 (自転車選手)
中村 誠（なかむら まこと、1983年1月12日 - ）は、富山県出身の元自転車競技（ロードレース）選手。

## 概要
現在は宇都宮ブリッツェンに所属しており、2013年からはチームのキャプテンを務めている。2013年シーズンをもって現役引退。

## 来歴
2012年
- JBCFしもふさクリテリウムP1 25位
- JBCFタイムトライアル南紀白浜P1 3位
- JBCF群馬CSCロードレースP1 5位
- 全日本自転車競技選手権大会ロードレース 33位
- ツアー・オブ・ジャパン 総合38位
- ツール・ド・熊野 総合31位
- JBCFツール・ド・熊野P1 11位
- JBCF栂池高原ヒルクライムP1 7位
- JBCF富士山ヒルクライムP1 11位
- JBCF東日本ロードクラシック群馬大会P1 13位
- JBCF西日本ロードクラシック広島大会P1 優勝
- JBCF石川サイクルロードレースP1 3位

2013年、前年までキャプテンを務めていた廣瀬佳正が引退したためチームのキャプテンとなる。
- JBCF伊吹山ヒルクライムP1 43位
- JBCFタイムトライアル南紀白浜P1 3位
- JBCF白浜クリテリウムP1 47位
- JBCF群馬CSCロードレースP1 5位
- ツアー・オブ・ジャパン 総合47位
- ツール・ド・熊野 総合47位
- JBCFツール・ド・熊野P1 総合21位
- JBCF栂池高原ヒルクライムP1 11位
- JBCF富士山ヒルクライムP1 52位
- JBCF西日本ロードクラシック広島大会P1 53位